# Старчук Орест
О́рест Дмитрович Старчу́к (* 6 листопада 1915, Топорівці (Новоселицький район) — † 14 лютого 1971) - славіст родом з Буковини.
У 1938 закінчив Чернівецький університет. У 1940 був заарештований радянською владою. Після звільнення перебрався на Захід. З 1945 по 1948 працював у Англійській адміністрації у Гановері. З 1948 в Канаді; професор слов'янських мов Альбертського університету. 
Засновник Канадської Асоціації славістів. Статті з мовознавства, підручники російської мови.